# Sing- und Musikschule Mozartstadt Augsburg
Die Städtische Sing- und Musikschule Mozartstadt Augsburg (bis 2010 Städtische Albert-Greiner-Sing-und-Musikschule) wurde am 14. Juli 1905 als „Städtische Singschule Augsburg“ gegründet und ist heute eine der größten Musikschulen in Bayern.

## Geschichte
Der Augsburger Singschule kommt historische Bedeutung zu. Nach der Gründung durch Albert Greiner entstanden zahlreiche weitere Singschulen in anderen Städten und durch die Errichtung eines Deutschen Singschullehrer- und Chorleiter-Seminars in Augsburg formte sich die sogenannte Singschulbewegung, welche 1952 im organisatorischen Zusammenschluss zum Verband der Singschulen mündete. Im Neuen Lexikon der Musikpädagogik heißt es dazu:

„Die wichtigsten Entwicklungslinien, die zur heutigen Musikschule führen, sind neben dem klassischen Konservatoriumstyp des 19. Jahrhunderts insbesondere die Singschulbewegung, die vor allem in Süddeutschland in der Nachfolge der 1905 von A. Greiner begründeten städtischen Singschule Augsburg entstand und die von J. Jöde initiierten Musikschulen für Jugend und Volk.“

## Fachbereiche
Die Sing- und Musikschule teilt sich auf in die Fachbereiche Musikschule, Singschule und „Grundfächer & Kooperationen“ (beinhaltet die musikalische Früherziehung). Daneben gibt es Ensembles, Orchester und Chöre für Kinder, Jugendliche, Erwachsene und Senioren. Das Orchester „Die Bunten“ erhielt zahlreiche Auszeichnungen im Bereich der Inklusion.

## Unterrichtsorte
Das Augsburger Zeughaus ist der Hauptstandort der Sing- und Musikschule. Hier befinden sich neben Konzert- und Unterrichtsräumen auch die Verwaltungsräume. Daneben stehen seit 2019 in der „Villa Leopold“ – einem ehemaligen Gebäude der Stadtsparkasse Augsburg – vier Gruppenräume und ein Konzertsaal zur Verfügung. Außerdem findet in 27 Grundschulen der Stadt Augsburg sowie in 13 Kindertagesstätten Unterricht statt.

## Schulleiter
- seit 2017: Karl Höldrich[8]
- 1992–2017: Wolfgang Reß
- 1965–1992: Reinhold Lampart
- 1951–1965: Josef Lautenbacher
- 1947–1951: Karl Lampart (kommissarischer Leiter)
- 1933–1947: Otto Jochum
- 1905–1933: Albert Greiner

## Bekannte Schüler
- Vladimir Korneev (* 1987), Schauspieler und Chansonsänger